# Everything Is Fire
Everything Is Fire è il secondo album in studio del gruppo musicale Ulcerate, pubblicato il 2009.

## Tracce
Testi di Kelland, musiche di Hoggard e Merat.
1. Drown Within – 6:42
2. We Are Nil – 5:41
3. Withered and Obsolete – 6:10
4. Caecus – 6:26
5. Tyranny – 5:22
6. The Earth at Its Knees – 5:45
7. Soullessness Embraced – 6:36
8. Everything Is Fire – 7:52

Durata totale: 50:34

## Formazione
- Paul Kelland - voce, basso
- Michael Hoggard - chitarra
- Jamie Saint Merat - batteria